# Kanton Alaigne
Kanton Alaigne (fr. Canton d'Alaigne) je francouzský kanton v departementu Aude v regionu Languedoc-Roussillon. Skládá se z 26 obcí.

## Obce kantonu
- Alaigne
- Bellegarde-du-Razès
- Belvèze-du-Razès
- Brézilhac
- Brugairolles
- Cailhau
- Cailhavel
- Cambieure
- La Courtète
- Donazac
- Escueillens-et-Saint-Just-de-Bélengard
- Fenouillet-du-Razès
- Ferran
- Gramazie
- Hounoux
- Lasserre-de-Prouille
- Lauraguel
- Lignairolles
- Malviès
- Mazerolles-du-Razès
- Montgradail
- Monthaut
- Pomy
- Routier
- Seignalens
- Villarzel-du-Razès